# Polytrichastrum sexangulare
Polytrichastrum sexangulare là một loài Rêu trong họ Polytrichaceae. Loài này được (Flörke ex Brid.) G.L. Sm. miêu tả khoa học đầu tiên năm 1971.